# Řehoř I. Veliký
Svatý Řehoř I. Veliký (asi 540 – 12. březen 604), v pravoslavných církvích též zvaný Řehoř Dvojeslov, byl v pořadí 64. papežem katolické církve (590–604). Byl prvním z papežů, který začal používat titul „služebník služebníků Božích“ (lat. servus servorum Dei) a je považován za jednoho ze zakladatelů světské moci papežské. Kromě nejvyšší duchovní funkce byl také známým církevním učitelem a autorem mnoha spisů.

## Život
Řehoř pocházel z významné patricijské rodiny Annici, vystudoval práva a po roce 570 zastával v Římě úřad praetora. Disponoval tak neobyčejnou světskou mocí. Rozčarován římskou politikou však brzy úřad opustil a nastoupil na církevní dráhu. Po smrti svého otce roku 575 se stal velkým propagátorem benediktinské řehole a zakládal kláštery. Nejprve na rodinných statcích na Sicílii a v poté v rodinném domě Monte Celio v Římě. Roku 577 jej papež Benedikt I. pověřil prací s římskou chudinou. Roku 579 jej papež Pelagius II. jmenoval svým legátem u císařského dvora v Konstantinopoli, odkud se vrací roku 586. Poté působil jako jáhen v papežské kanceláři.

## Papežem

### Okolnosti zvolení
Papežem byl zvolen – dle tradice proti své vůli – roku 590 během dohasínající morové epidemie, které padl za oběť i sám papež Pelagius. Řehoř údajně poslal byzantskému císaři Maurikiovi dopis, aby odmítl stvrdit podpisem volbu jeho pontifikátu, ale toto psaní se do rukou adresáta nedostalo včas.

### Diplomatická činnost
Ačkoli Řehoř navázal v průběhu let 579 – 586 v Konstantinopoli kontakty s vlivnými osobnostmi a osvojil si taktiky politického boje, nebyl s pomocí nabytých vědomostí schopen v té době odvrátit útoky expandujících Langobardů. Vynaložil obrovské úsilí při mírových jednáních, zároveň nechal opevnit města, která byla nejvíce ohrožena jejich vpády (tak vzniklo jádro budoucího papežského státu). Tříleté příměří, které bylo vyjednáno v roce 584, dodrženo nebylo a na Řehořovi spočíval nelehký úkol přesvědčit byzantského císaře, aby pomohl bránit Řím. Úspěchu ale nedocílil a byl proto papežem Pelagiem II. odvolán z úřadu nuncia a nahrazen arcijáhnem Lorenzem.
Mír s langobardským králem Agilulfem se mu podařilo vykoupit značným množstvím zlata v roce 593, tedy až za pontifikátu. V této souvislosti se uvádí přátelství s královnou Teolindou, manželkou Agilfula, neboť se měla v záležitosti smíru u krále přimluvit.
Roku 596 vyslal benediktinského opata Augustina se skupinou mnichů do Británie, a položil tak základy k jejímu pokřesťanštění.

### Význam

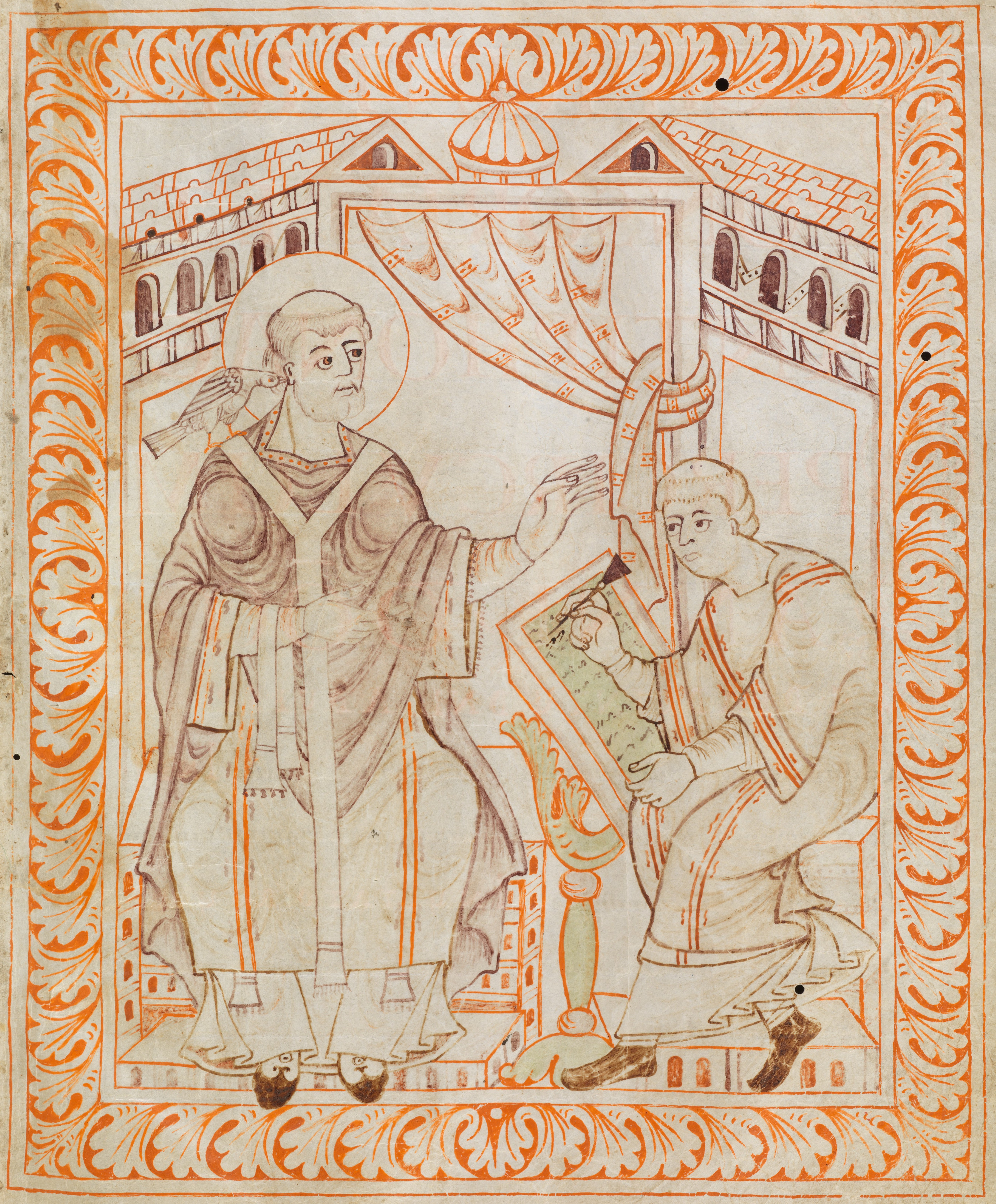
Řehoř I. při diktování gregoriánského chorálu. Miniatura z Antifonáře ze St. Gallenu (okolo roku 1000)

Zpětně se Řehořův úřad hodnotí jako téměř reprezentativní model výkonu papežství. Nezájem o intrikářství kvůli moci a touha řešit spory mírovou cestou byly odrazem snahy jednat v souladu s pokyny benediktinské řehole. Chtěl, aby církev byla zároveň institucí významně pečující o nemocné a chudé, proto na počátku každého měsíce rozděloval část církevního majetku mezi lid. Zároveň také věřil, že doba nesnází, zatížená množstvím různých pohrom, je předzvěstí blížícího se konce světa.
Reformoval mešní liturgii (vytvořil misál Sacramentarium Gregorianum) a byl autorem mnoha vylepšení hudební vědy a notového záznamu. Je mu připisován vznik liturgického zpěvu, tzv. gregoriánský chorál (Cantus gregorianus), který je po něm pojmenován, ačkoli jej zavedl až papež Vitalián (†27. leden 672).
Roku 596 vyslal benediktinského opata Augustina se skupinou mnichů do Británie a položil tak základy k jejímu pokřesťanštění. Jeho spisy mají výrazně pastorační a praktický charakter, stejně tak hluboce mystický a pedagogický. Je jedním z učitelů církve.
Jiné světlo vrhá na Řehoře fakt, že tento duchovně založený papež byl horlivým stoupencem a podporovatelem kultu relikvií. Uctívání předmětů nebo přímo tělesných ostatků světců bylo vždy plodným zdrojem legendárních příběhů ať již o světcích samotných nebo lidech, kteří s těmito ostatky měli manipulovat. Uctívání relikvií však v důsledku vedlo i k historickým mystifikacím.

## Dílo
- Mravní výklady knihy Jób – soubor kázání a přednášek pro řeholníky

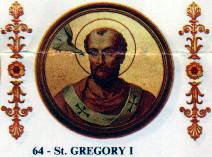
Portrét papeže sv. Řehoře I. Velikého v bazilice sv. Pavla za hradbami

- Portrét papeže sv. Řehoře I. Velikého v bazilice sv. Pavla za hradbamiDialogy – Celkem čtyři knihy věnované jako výraz úcty lombardské královně Teolindě.[4] První kniha má 12 kapitol, druhá 38, třetí 38 a čtvrtá 62. Dohromady je všech kapitol jako žalmů v žaltáři. Dílo má formu dialogu s jáhnem Petrem. Ústřední postavou celého díla a tou, o které pojednává celá druhá kniha, je sv. Benedikt z Nursie. Čtvrtá kniha rozebírá posmrtný život. První a třetí obsahují zmínky o dalších významných postavách (12 a 37). Dohromady je zmíněných osob padesát. Jako zdroje svých vědomostí Řehoř uvádí Konstantina (2. opata Monte Cassina), Simplicia (3. opata Monte Cassina), Valentiniána (opata v Lateránu) a Honoratia (opata v Subiacu). Geografický horizont vyprávění je položen do okolí Říma – Enfide, Subiaco, Monte Cassino, Terracina. Popis života osob zmiňovaných v Dialozích – a to především sv. Benedikta z Nursie – nemůžeme chápat v dnešním historicko-životopisném smyslu. Jedná se o legendistický portrét podléhající konvencím (symbolismus) let 593 až 594, kdy byly knihy sepsány. V Dialozích také mnoho badatelů nachází první zmínku o Řeholi sv. Benedikta. Faktem ovšem zůstává jen to, že Řehoř Benedikta jmenuje za autora „řehole pro mnichy“, která vyniká svou „umírněností“ (lat. discretio) a „srozumitelností“. Dodnes neexistuje přímý doklad o tom, že tzv. Řehole sv. Benedikta, jejíž první dochovaný exemplář pochází z roku 750 z anglického prostředí (dnes uložen v Oxfordu), je opravdu řeholí zmiňovanou Řehořem v Dialozích. V této době se totiž v Evropě užívalo hned několik řeholí.
- Homilie sv. Řehoře I. – posmrtně vydaná sbírka kázání, jedna z nejčtenějších knih středověku
- Řehořovi je připisováno autorství Liturgie předem posvěcených darů, používané v pravoslavné církvi a katolické církvi byzantského ritu v postní době.

## Ikonografie
V umění je Řehoř obvykle zobrazován v rouchu s diadémem a dvojitým křížem. Dřívější zobrazení jsou však více pravděpodobné, s tonzurou a v prostých šatech. Ortodoxní tradiční ikony zobrazují svatého Řehoře jako biskupa držícího evangelium a žehnajícího pravou rukou. Je zaznamenáno, že dovolil jeho vyobrazení se čtyřhrannou svatozáří. Často krmí chudé u svého stolu. Také „Řehořova mše" často znázorňuje: Řehoř slouží mši svatou, přitom se mu zjevuje Kristus jako muž bolesti; k tomu se později připojuje ještě očistec, z něhož jsou ubohé duše vysvobozovány.

## Jméno„Dvojeslov“

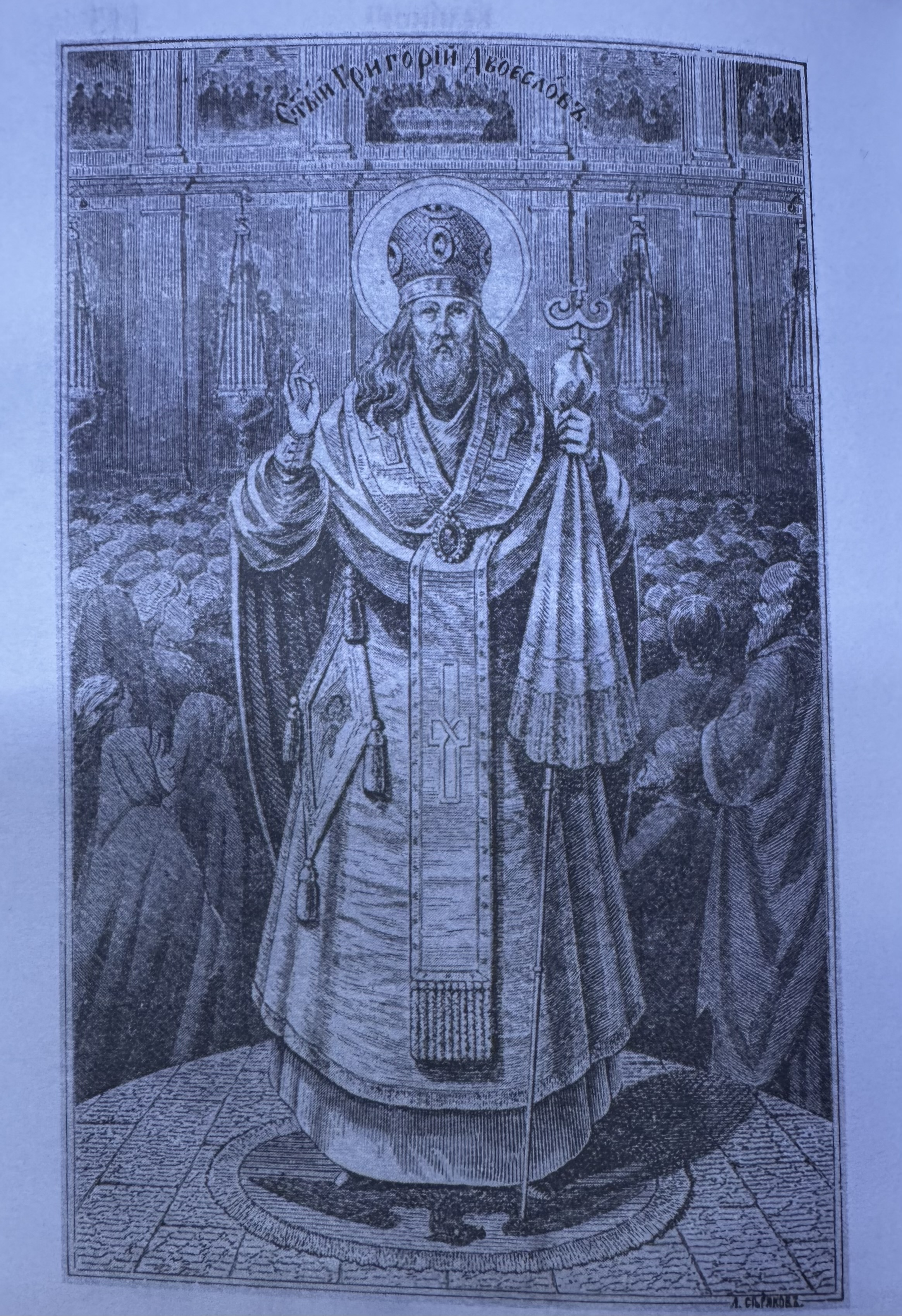
Sv. Řehoř Dvojeslov (pravoslavná ikona)

Jméno Dvojeslov bylo přiřazeno Řehoři Velikému v pravoslavné tradici a je spojeno se jménem jedné z jeho prací - Dialogy, nebo také Rozhovor o životě italských otců a nesmrtelnosti duše. Tento název Dvojeslov je tedy špatným překladem řeckého Διάλογος, který původně znamená rozhovor (nebo dialog).